# Kathryn Thornton
Kathryn Ryan Cordell Thornton (Montgomery, 17 agosto 1952) è un'ex astronauta e fisico statunitense. Ha partecipato alle missioni spaziali Shuttle STS-33, STS-49, STS-61 e STS-73 come specialista di missione.